# Alfred Mond

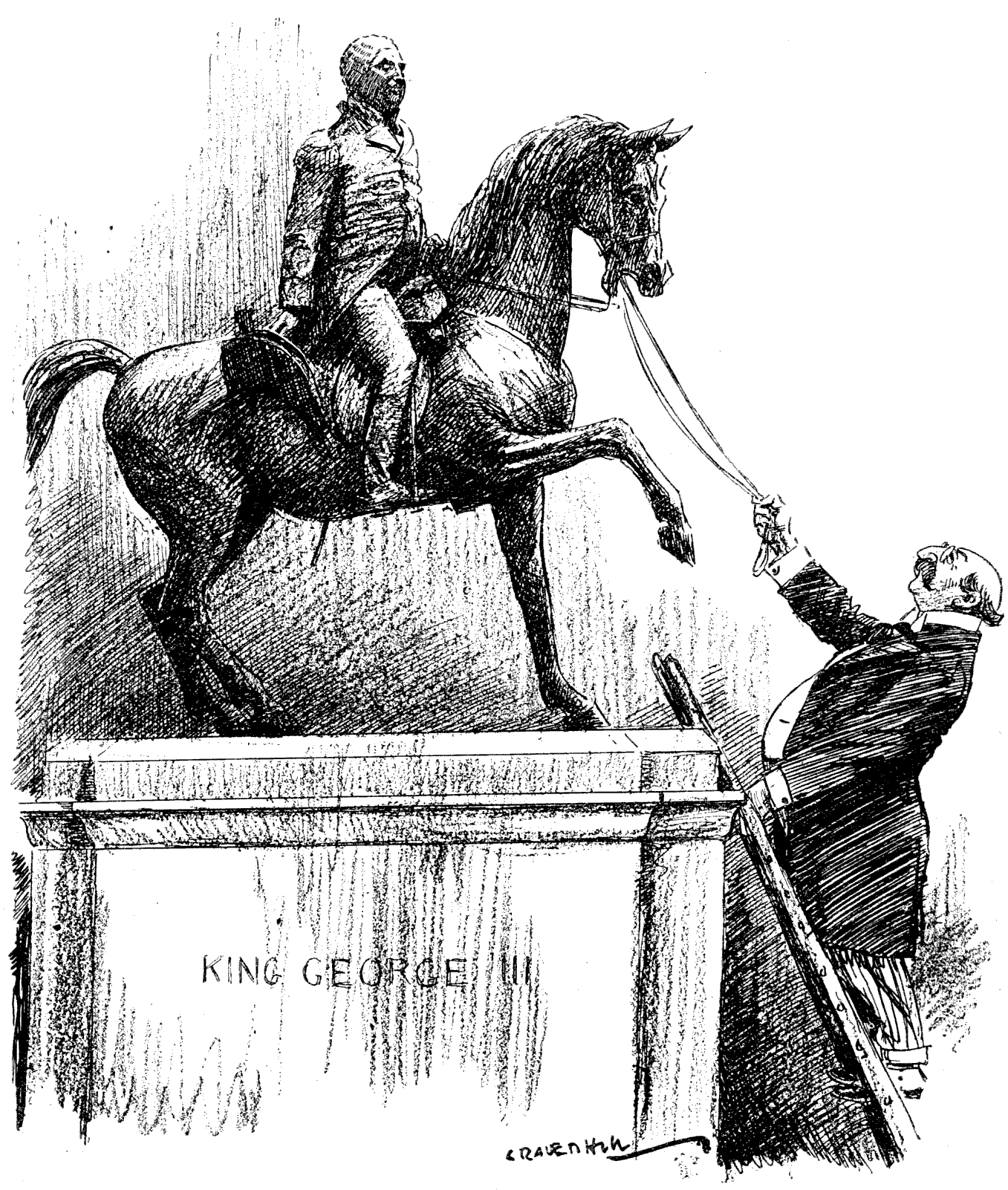
Karykatura Alfreda Monda z magazynu Punch z 1920 r.

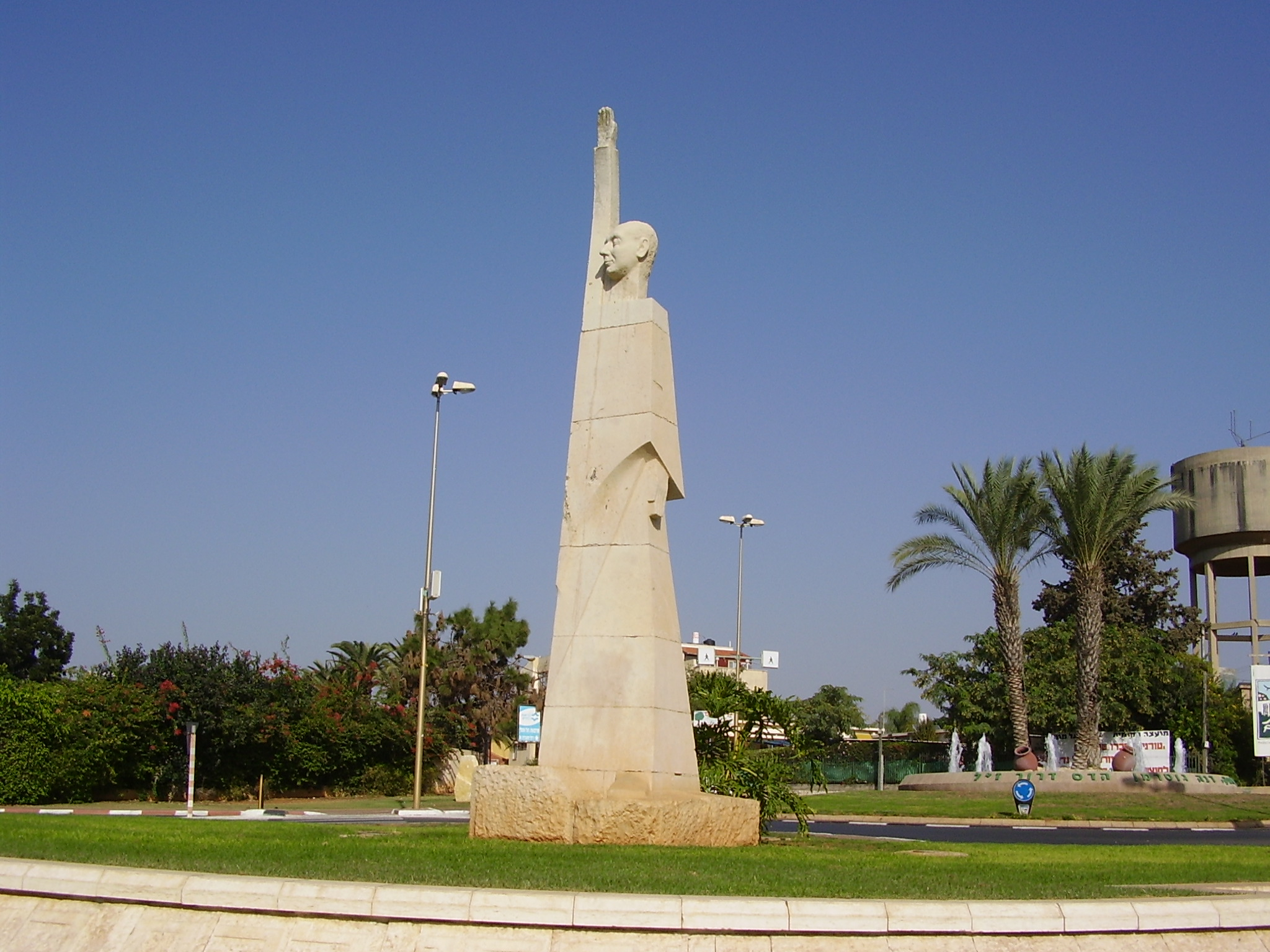
Pomnik lorda Melchetta w mieście Tel Mond w Izraelu

Alfred Moritz Mond, 1. baron Melchett (ur. 23 października 1868 w Farnworth, zm. 27 grudnia 1930 w Londynie), brytyjski przedsiębiorca, polityk i działacz syjonistyczny, członek Partii Liberalnej, a następnie Partii Konserwatywnej, minister w rządach Davida Lloyda George’a.
Był młodszym synem Ludwiga Monda (chemika i przemysłowca o żydowskich korzeniach, emigranta z Niemiec) oraz Friedy Löwenthal. Wykształcenie odebrał w Cheltenham College oraz w St John’s College na Uniwersytecie Cambridge . Następnie studiował prawo na Uniwersytecie Edynburskim. W 1894 r. rozpoczął praktykę adwokacką w Inner Temple.
Następnie rozpoczął pracę w rodzinnej firmie Brunner Mond & Company, początkowo na stanowisku dyrektora, a następnie jako dyrektor zarządzający. Był również dyrektorem zarządzającym w innej firmie rodzinnej, Mond Nickel Company. Był również dyrektorem International Nickel Corporation of Canada, Westminster Bank oraz Industrial Finance Investment Corporation. W 1926 r. doprowadził do połączenia się czterech firm w jedną – Imperial Chemical Industries, której został pierwszym prezesem.
W 1906 r. Mond został wybrany do Izby Gmin jako reprezentant okręgu Chester z ramienia Partii Liberalnej. W latach 1910–1918 reprezentował okręg wyborczy Swansea, a w latach 1918–1923 okręg wyborczy Swansea West. W koalicyjnym rządzie Lloyda George’a sprawował stanowiska pierwszego komisarza ds. prac publicznych (1916–1921) oraz ministra zdrowia (1921–1922). Mond przegrał wybory 1923 r., ale powrócił do parlamentu po wyborach 1924 r. jako reprezentant okręgu Carmarthen. Początkowo zasiadał w ławach Partii Liberalnej, ale w 1926 r. przeniósł się do Partii Konserwatywnej.
Mond otrzymał tytuł baroneta w 1910 r, a w 1913 r. został członkiem Tajnej Rady. W 1928 r. otrzymał tytuł 1. barona Melchett i zasiadł w Izbie Lordów. W 1928 r. został członkiem Royal Society.
W 1921 r. po raz pierwszy odwiedził Palestynę i szybko stał się aktywnym syjonistą. Przekazywał pieniądze na konto Jewish Colonization Corporation for Palestine oraz pisał do syjonistycznych wydawnictw. Był również prezesem British Zionist Foundation. W 1925 r. został pierwszym prezesem Technionu. W 1929 r. założył miasto Tel Mond w obecnym Izraelu.
Jego żoną była od 1894 r. Violet Goetze. Lord Melchett miał z nią trzy córki i syna, Henry'ego, który po śmierci ojca w 1930 r. odziedziczył tytuł parowski.

## Publikacje
- Industry and Politics, 1927
- Imperial Economic Unity, 1930